# Umberto Erriu
Umberto Erriu (Oristano, 21 gennaio 1964 – Castel Maggiore, 20 aprile 1988) è stato un militare italiano, vittima della Banda della Uno bianca, insignito di Medaglia d'oro al valor civile (alla memoria).
Alla sua memoria è intitolata, dal 31 marzo 2010, la Caserma sede del Comando Compagnia e Stazione carabinieri di Molinella (BO).
Umberto Erriu nacque il 21 gennaio 1964 a Oristano, in Sardegna. Suo padre era un appuntato dei Carabinieri e uno zio morì durante la Seconda Guerra Mondiale. Erriu eccelleva sia negli studi che nell'atletica leggera, in particolare nelle corse di mezzofondo.
Si arruolò nell'Arma dei Carabinieri nel 1984, prestando inizialmente servizio presso il Centro Sportivo Carabinieri di Bologna come atleta di livello nazionale. Successivamente fu assegnato al 2º Battaglione Liguria a Genova e infine alla Stazione Carabinieri di Castel Maggiore, in provincia di Bologna.
Il 20 aprile 1988, Umberto Erriu e il collega Cataldo Stasi furono assassinati dalla Banda della Uno Bianca durante un controllo di routine. I due carabinieri stavano verificando una Fiat Uno sospetta con tre individui a bordo quando furono colpiti da un volume di fuoco impressionante. Erriu e Stasi riuscirono a rispondere al fuoco nonostante le ferite, ma morirono sul posto.
Alla memoria di Umberto Erriu sono state intitolate diverse caserme, tra cui quelle di Molinella e Simaxis, oltre a sezioni dell'Associazione Nazionale Carabinieri a Oristano e Quartu Sant'Elena. Nei giardini pubblici di Via Messina a Oristano, che portano il suo nome, è stata deposta una targa in suo onore. Erriu è sepolto nel cimitero di Oristano.